# Bondy (stanice metra v Paříži)
Bondy je plánovaná stanice pařížského metra, která se bude nacházet na lince 15 v obci Bondy v departementu Seine-Saint-Denis. Má být otevřena do roku 2031 a umožní přestup na linku RER E a tramvajovou linku T4.